# Умбрский язык
Умбрский язык (лат. lingua umbra) — язык умбров, живших на территории Умбрии — сравнительно небольшой области по обе стороны Апеннинского хребта, ограниченной с севера и запада течением рек Рубикона и Тибра, с востока — отрезком Адриатического побережья между Рубиконом и Эзисом, на юге соприкасавшейся с Пиценом и землей сабинов. Однако, по мнению античных историков, умбры некогда занимали гораздо большую территорию, как в западном, так и в северном направлении. Памятники умбрского языка относятся к III—I векам до н. э. Самый известный и обширный из них — игувинские таблицы. Они представляют собой семь бронзовых листов с ритуальными предписаниями для жрецов.

## Генеалогическая информация
Умбрский язык относится к умбрской группе оскско-умбрской (сабельской) ветви италийских языков, принадлежащих к западному ареалу индоевропейской семьи языков. Одним из наиболее близких языков считается оскский. Близок к умбрскому языку язык племени вольсков (центральный Лациум, район современного города Веллетри), а также язык надписей из южного Пицена (район города Анкона) к востоку от Умбрии.

## Социолингвистическая информация
По мере территориального роста Римской империи и включения в неё областей, населённых другими племенами и народами, латинский язык вытеснял другие италийские языки. Большинство языков Италии, в том числе и умбрский, прекратили своё существование уже к первой половине I века до н. э.

## Письменность

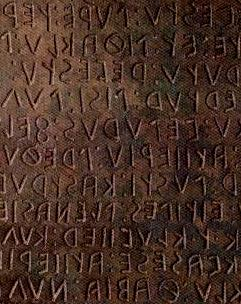
Часть игувинской таблицы

Умбрский алфавит — алфавит, который использовали для записи умбрского языка (наравне с латиницей). Его составляли 19 букв, некоторые из которых имели несколько вариантов написания.
Произошёл от этрусского алфавита, который, в свою очередь, был модифицированным вариантом раннего греческого. Сделать вывод о том, что умбрский алфавит происходит именно от этрусского, а не непосредственно от греческого, можно по отсутствию буквы O.
Умбрские тексты записывались справа налево.

### Особенности письменности
Геминация согласных, если она и имела место в умбрском, никак не отражается на письме, в отличие от ситуации в родственном ему оскском.
Долгота гласных непоследовательно передаётся буквой h после гласной: apehtre (лат. ab extra). Вероятно, изначально звук /h/ (произошедший из /k/) перед /t/ и /f/ перестал произноситься и вызывал удлинение гласного, а затем буква h стала использоваться для обозначения долготы гласных и в других случаях. При записи латинским алфавитом, долгота гласных передаётся буквой H после гласной, сочетанием гласная + H + гласная или же удвоением гласной.

### Некоторые особенности соответствия произношения латинскому написанию
| Транслитерация | Соответствие в латинском алфавите | Комментарии                                                                                                 |
| -------------- | --------------------------------- | --- |
| b              | b                                 | Может заменяться буквой p.                                                                                  |
| ř; ḍ; đ̣        | rs                                | Обозначает звук, в который перешёл звук [d] между гласными. В ранних надписях встречается со значением [d]. |
| h              | h                                 | Использовалась также для обозначения долготы предыдущей гласной.                                            |
| θ, th          | (t)                               | |
| k              | c; q; g                           | При записи латинским алфавитом буква q используется перед u, c — в остальных случаях.                       |
| t              | t; d                              | |
| u              | u; o                              | |
| ç; s̀; x        | s̀                                 | Обозначает звук, появившийся в результате палатализации звука /k/.                                          |